# Tractat de Blois (1505)
El Tractat de Blois o Segon Tractat de Blois fou un tractat signat entre els enviats de Ferran el Catòlic i el mateix Lluís XII de França el 12 d'octubre de 1505 a la ciutat de Blois.

## Situació prèvia

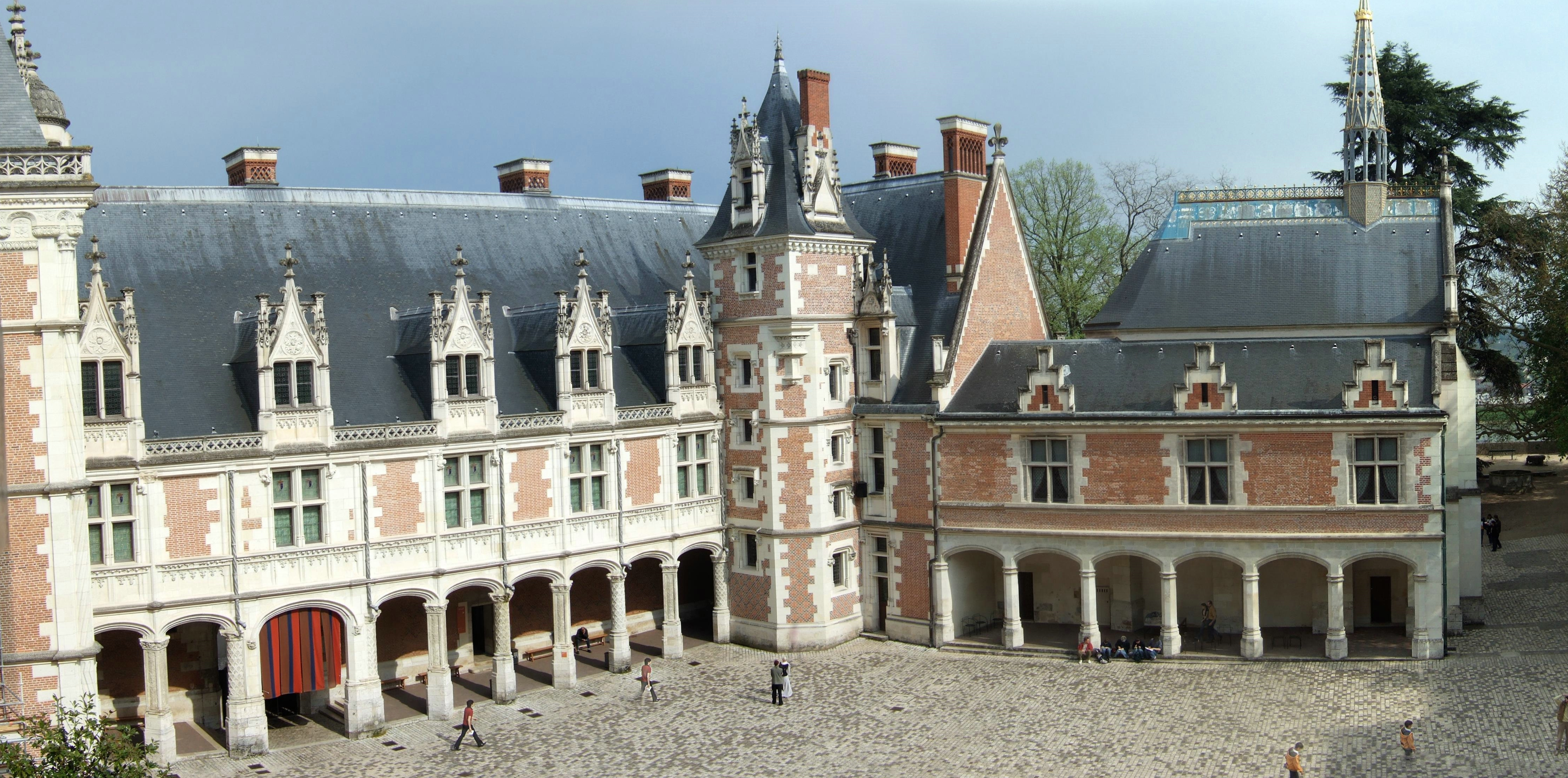
Castell de Blois, on es van realitzar la signatura dels quatre tractats de Blois

Amb la mort l'any 1500 del príncep d'Astúries Miquel da Paz les Corts d'Aragó van reconèixer l'any 1502 com a hereus Joana de Castella i Felip d'Habsburg, el seu espòs, amb la reserva que si en enviduar el rei Ferran el Catòlic es tornava a casar i tenia un fill, aquest seria l'hereu de la Corona d'Aragó.
Les ambicions de Felip el Bell pel que fa a la Corona de Castella, la seva tendència francòfila pel que fa a la seva política exterior, consolidada amb la signatura del Primer Tractat de Blois, contrària als interessos del rei aragonès, van dur a Ferran, en el qual es considera una hàbil maniobra política, a buscar l'aliança del rei francès per a desbaratar la jugada del seu gendre, pactant amb el Lluís XII de França el seu casament amb Germana de Foix, neboda del rei de França.

## Tractat

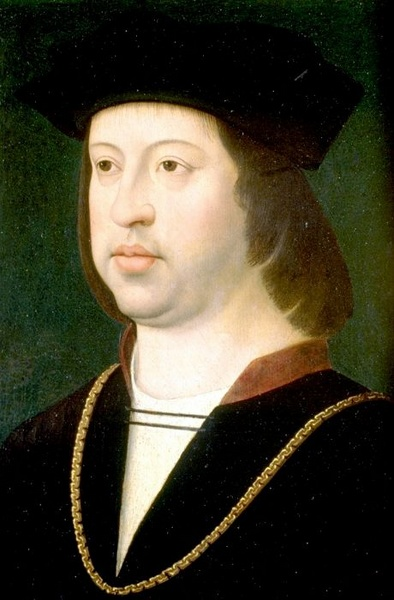
Imatge de Ferran el Catòlic.

Les negociacions es van efectuar entre maig i octubre de 1505, i el tractat es va signar el 12 d'octubre de 1505 a la ciutat de Blois pels representants del rei catòlic Juan Silva, Tomas Melferit i Juan de Enguera i el mateix Lluís XII.
Mitjançant el tractat, el rei de França cedia i transferia a la seva neboda els drets que entenia tenir sobre el Regne de Nàpols i el títol reial de Jerusalem, drets que passarien als fills del matrimoni, si n'hi havia, i, si no, revertirien al rei francès. A més, s'obligava a ajudar Ferran contra l'arxiduc Maximilià I d'Habsburg i el seu fill, Felip el Bell.
Per la seva banda, Ferran el Catòlic es comprometia a lliurar a França mig milió de ducats, a pagar en deu anys, i a restituir els béns confiscats als prínceps i barons del partit angeví, i a deixar en llibertat als presoners fets per Gonzalo Fernández de Córdoba.

## Després del tractat
Una setmana més tard, el 19 d'octubre de 1505, els signants del tractat, en virtut de la representació que se'ls havia atorgat, van celebrar el matrimoni per poders. La cerimònia es va realitzar a la ciutat de Dueñas (situada a l'actual província de Palència) el 18 de març de 1506 i fou consumat a Valladolid. La coincidència de les dues viles amb el record d'Isabel la Catòlica va fer que Ferran cridés a un notari perquè aixequés una acta, davant tres testimonis aragonesos, en la qual es manifestava que les noces s'havien realitzat per raons polítiques, sense que pensés renunciar als seus drets sobre el Regne de Nàpols, de tal manera que quan ell morís aquest regne no passaria a mans de Germana sinó que seria pel príncep que ostentés la Corona d'Aragó. El 3 de maig de 1509 va néixer Joan d'Aragó, fill i futur hereu d'aquest matrimoni, que va morir a les poques hores. D'haver sobreviscut la Corona de Castella i la Corona d'Aragó s'haguessin separat definitivament.
Per a evitar el compliment del tractat i les ambicions de Lluís XII al Regne de Nàpols, Ferran va sol·licitar al papa Juli II l'anul·lació de les seves capitulacions matrimonials, per les quals, de no tenir descendència de Germana, havia de restituir a la corona de França la meitat del regne napolità.
Ferran va aconseguir així consolidar el seu domini sobre Nàpols i després de l'aliança amb els Estats Pontificis l'any 1510, Juli II va excomunicar al rei francès, trencant-se així el contingut del tractat.